# Roald Hoffmann
Roald Hoffmann, född Roald Safran den 18 juli 1937 i Złoczów i dåvarande Polen (idag Zolotjiv i nuvarande Ukraina), är en polsk-amerikansk teoretisk kemist. Han tilldelades, tillsammans med Kenichi Fukui, nobelpriset i kemi 1981 "för deras var för sig utvecklade teorier för kemiska reaktioners förlopp".
Hoffmann, som sedan 1965 är verksam vid Cornell University, har utvecklat den utökade Hückelmetoden, som är en kvantkemisk metod för att beräkna elektronstrukturen i molekyler, baserat på utseendet och energinivån hos molekylorbitaler. Tillsammans med Robert Woodward utvecklade han Woodward-Hoffmanns regler, som kan användas för att förutsäga resultatet av vissa organisk-kemiska reaktioner. Fukui utvecklade oberoende av dem en liknande modell.
Hoffmann är ledamot av Kungliga Vetenskapsakademien.

## Utmärkelser
- ACS-priset i kemi,  1969
- Arthur C. Cope Award,  1973
- Linus Pauling Award,  1974[9]
- Centenary Prize från Royal Society of Chemistry,  1974
- Guggenheimstipendiet,  1978[10]
- Remsen Award,  1980[11]
- Nobelpriset i kemi, med  Kenichi Fukui,  1981[12][13]
- William H. Nichols Medal Award,  1981[14]
- American Chemical Society Award för oorganisk kemi,  1982[15]
- National Medal of Science,  1983
- Utländsk ledamot av Royal Society,  28 juni 1984[16]
- NAS Award in Chemical Sciences,  1986
- Hedersdoktor vid université de Rennes I,  1987[17]
- Priestleymedaljen,  1990[18]
- George C. Pimentel Award in Chemical Education,  1996[19]
- Kołosmedaljen,  1998[20]
- American Institute of Chemists Gold Medal,  2006[21]
- James T. Grady-James H. Stack Award for Interpreting Chemistry,  2009
- Lomonosov-guldmedaljen,  2011
- Marie Skłodowska-Curie-medaljen,  2019[20]
- Harvard Centennialmedaljen
- Fellow of the American Chemical Society

[Redigera Wikidata]